# Frédéric III (roi de Sicile)
Pour les articles homonymes, voir Frédéric III.
Frédéric III ou IV dit Le Simple (né le 1er septembre 1341 à Catane, et mort à Messine, 27 janvier 1377) fut roi de Sicile (formellement roi de Trinacrie) et duc d'Athènes et de Neopatras, de 1355 à sa mort. Frédéric eût dû porter le chiffre III derrière son prénom mais il prit le IV pour se conformer au choix effectué par son grand-père, Frédéric III de Sicile, qui prit le III en hommage à l'empereur Frédéric II qui a été roi de Sicile mais ne se désigna jamais sous le nom de Frédéric Ier de Sicile. Il arrive toutefois qu'il soit désigné comme Frédéric III dans certaines listes des rois de Sicile.

## Biographie
Deuxième fils de Pierre II de Sicile, roi de Trinacrie, quatrième souverain de la dynastie aragonaise et d'Élisabeth de Carinthie, fille d'Othon III du Tyrol et d'Euphémie de Silésie-Lignitz, il succède sur le trône de Sicile à son frère aîné Louis Ier de Sicile.
En 1342, Pierre II meurt et son fils aîné, Louis, monte sur le trône à l'âge de cinq ans, sous la tutelle de son oncle, Jean d'Aragon. Encore enfant à la mort de Jean, il hérite du duché de Randazzo. 
En 1355, à la mort sans héritiers de son cousin Frédéric, il hérite également des duchés d'Athènes et Néopatrie. La même année, alors qu'il n'est âgé que de 13 ans, il succède à son frère Louis, sous la tutelle de leur sœur aînée Euphémie, qui est nommée régente. L'accession au trône d'un roi aussi jeune alimente la soif de pouvoir de nombreux féodaux siciliens, parmi lesquels Henri III Le Rouge et l'héritier de la famille Alagona, Artal Ier, fils de Blasco II, qui a été le tuteur du jeune roi Louis après la mort de Jean d'Aragon. Artal parvint à se faire nommer Grand Justicier du Royaume et gouverneur de Catane par le Parlement sicilien. 
Face à de si puissants sujets, Frédéric n'a de cesse de renforcer le pouvoir royal en concentrant entre ses mains le gouvernement direct de certaines villes féodales siciliennes. On rappelle à ce sujet sa vaine tentative pour soumettre à son pouvoir la ville de Savoca et son château, en le soustrayant à la seigneurie de l'Archimandrite de Saint-Sauveur de Messine.
En 1356, le gouverneur de Messine, Niccolò Cesareo, à la suite de dissensions avec Artal Alagona, demande des renforts à Louis d'Anjou, qui envoie le maréchal Niccolò Acciaiuoli. Les troupes, assistées depuis la mer par pas moins de trois galères angevines, mettent à sac le territoire d'Aci et en assiègent le château, tous deux fiefs des Alagona. Ils poursuivent en direction de Catane, qu'ils assiégèrent. Artal sort avec la flotte et affronte les galères angevines, parvenant à en couler deux et séquestrant la troisième, mettant en fuite les troupes ennemies. La bataille navale, qui s'est déroulée entre la bourgade marine d'Ognina et le château d'Aci, est rebaptisée L'échec d'Ognina.
En 1357, devenu majeur, il quitte la tutelle de sa sœur mais les familles les plus puissantes du royaume créent des tensions et Frédéric, face à une contestation croissante, propose, inutilement, au roi d'Aragon, son beau-frère, Pierre IV, de céder à sa sœur, Éléonore les duchés d'Athènes et Néopatrie en échange d'un soutien militaire contre ses opposants.
Après son mariage avec Constance d'Aragon en 1361, il choisit le château de Paternò comme résidence.
Le règne de Frédéric est marqué par la poursuite du conflit né des Vêpres siciliennes mais également d'une certaine instabilité politique et de tensions avec les familles baronniales, et par le conflit larvé entre le parti "latin" représenté par les Chiaramonte et celui des "Catalans", dirigé par les Alagona.
Le 17 janvier 1372, Frédéric, veuf de Constance, épouse en secondes noces Antonia del Balzo, une parente de la reine de Naples, Jeanne d'Anjou, fille du duc d'Andria Francesco del Balzo et de sa femme, Marguerite d'Anjou, princesse de Tarente. Deux ans plus tard, elle meurt durant une attaque navale du puissant Henri III Le Rouge, Comte d'Aidone.
Le 27 août 1372, Frédéric signe un traité de paix à Avignon avec Jeanne d'Anjou, traité ensuite ratifié le 31 mars 1373 à Aversa, qui met un terme à la guerre commencée 90 ans auparavant avec la révolte des Vêpres. Grâce à la médiation du pape Grégoire IX, Frédéric est reconnu roi de Trinacrie, vassal de Jeanne, reine de Sicile : le royaume de Trinacrie doit jurer fidélité à Jeanne, reconnaissant à la reine et à ses successeurs un tribut de 15 000 florins annuels. 
Pendant les dernières années de son règne, il doit résister aux pressions exercées par Pierre IV, son beau-frère et beau-père, qui souhaite assumer le pouvoir en Sicile et, étant donné que Frédéric n'a eu qu'une seule fille légitime, demande à être désigné comme son héritier.
À sa mort sans descendance masculine s'ouvrit le problème du choix d'un époux pour sa fille, Marie, âgée de 14 ans. Elle est placée sous la tutelle du Grand Justicier, Artal Alagona. 
Frédéric reçoit le surnom de Le Simple en raison d'un certain manque d'habileté, qui pouvait confiner à l'ineptie, comme rapporté par certaines sources de l'époque.
Il a composé et joué des chansons, mais un seul texte nous est parvenu, un sirventès

## Mariages et descendance
Le 11 avril 1361, Frédéric épouse à Catane Constance, fille de Pierre IV d'Aragon et de sa première femme Marie de Navarre, qui lui donne une fille unique, Marie. 
Le 17 janvier 1372, il épouse en secondes noces Antonia des Baux, dont il n'a pas d'enfants
De sa maîtresse dont le nom reste inconnu, il a un fils illégitime, Guillaume d'Aragon, qui se verra attribuer le comté de Malte entre 1375 et 1377. Il épouse Béatrice d'Aragon-Avola, dont il a une fille, Jeanne, qui épousera Pietro di Gioieni, baron d'Ardore.